# Earl Foster Thomson
Earl Foster „Tommy“ Thomson (* 14. August 1900 in Cleveland; † 5. Juli 1971 in Santa Barbara) war ein US-amerikanischer Vielseitigkeits- und Dressurreiter.

## Armee
Thomson durchlief die United States Military Academy und graduierte dort im Jahre 1922. Während des Zweiten Weltkrieges wurde er mit einem Silver Star ausgezeichnet, während er als Stabschef der 10th Mountain Division in Italien diente.

## Sport
Earl Foster Thomson war als Reiter speziell in den 1930er und 1940er Jahren sehr erfolgreich. 1932 trat er mit seiner Stute Jenny Camp bei den Olympischen Sommerspielen in Los Angeles an und gewann dort die Goldmedaille im Vielseitigkeitsreiten mit der Mannschaft sowie die Silbermedaille im Einzel. Letzteren Erfolg konnte er, erneut auf Jenny Camp, bei den Olympischen Sommerspielen 1936 in Berlin wiederholen.
Zwölf Jahre später, bei den Olympischen Sommerspielen 1948 in London gelang es Thomson abermals, zwei Medaillen zu gewinnen. Zum einen errang er, auf Reno Rhythm reitend, mit der Mannschaft, wie schon 16 Jahre zuvor, den ersten Platz im Vielseitigkeitsreiten und zum anderen auf Pancraft die Silbermedaille im Mannschaftsdressurreiten.
Nach Beendigung seiner aktiven Laufbahn fungierte Thomson als Kampfrichter bei den Olympischen Sommerspielen 1952 in Helsinki und als chef d'equipe der US-amerikanischen Vielseitigkeitsmannschaft bei den Olympischen Sommerspielen 1960 in Rom.